# Yeşilçay
Yeşilçay ist ein türkischer Familienname, gebildet aus den Elementen yeşil (grün) und çay (Tee; auch Flüsschen).

## Namensträger
- Mehmet Cemal Yeşilçay (* 1959), türkischer Musiker
- Nurgül Yeşilçay (* 1976), türkische Schauspielerin